# Alberto Suppici
Alberto Horacio Suppici (n. 20 noiembrie 1898, Colonia del Sacramento⁠(d), Departmentul Colonia, Uruguay – d. 21 iunie 1981, Montevideo, Departamentul Montevideo, Uruguay) a fost antrenorul Uruguayului în timpul Campionatului Mondial de Fotbal 1930, conducând țara gazdă spre câștigarea primului Campionat Mondial de Fotbal din istorie. Suppici este cunoscut ca el Profesor (Profesorul)..